# Barutkavuran, Karaman
Barutkavuran là một xã thuộc thành phố Karaman, tỉnh Karaman, Thổ Nhĩ Kỳ. Dân số thời điểm năm 2011 là 121 người.